# Pseudomysz
Pseudomysz (Pseudomys) – rodzaj ssaków z podrodziny myszy (Murinae) w obrębie rodziny myszowatych (Muridae). Został on opisany naukowo w 1832 roku przez J.E. Graya.

## Zasięg występowania
Rodzaj obejmuje gatunki występujące w Australii i na Nowej Gwinei.

## Morfologia
Długość ciała (bez ogona) 50–160 mm, długość ogona 53–200 mm, długość ucha 10–26 mm, długość tylnej stopy 14–36 mm; masa ciała 6–118 g.

## Systematyka
Rodzaj zdefiniował w 1832 roku angielski zoolog John Edward Gray w artykule poświęconym trzem nowym okazom zwierząt, przywiezionym z Australii przez Cunninghama, opublikowanym w czasopiśmie Proceedings of the Committee of Science and Correspondence of the Zoological Society of London. Na gatunek typowy wyznaczył (oznaczenie monotypowe) pseudomysz wschodnią (P. australis).

### Etymologia
- Pseudomys: gr. ψευδος pseudos ‘fałszywy’; μυς mus, μυός muos ‘mysz’[14].
- Thetomys: gr. θης thēs, θητος thētos ‘najemnik, poddany’[15]; μυς mus, μυος muos ‘mysz’[16]. Gatunek typowy (oryginalne oznaczenie): Mus nanus Gould, 1858.
- Gyomys: gr. γυιος guios ‘kulawy’[17]; μυς mus, μυος muos ‘mysz’[16]. Gatunek typowy (oryginalne oznaczenie): Mus novaehollandiae Waterhouse, 1843.
- Paraleporillus: gr. παρα para ‘blisko’; rodzaj Leporillus O. Thomas, 1906 (zającoszczur)[4]. Gatunek typowy (oryginalne oznaczenie): Paraleporillus stirtoni Martinez & Lidicker, 1971 (= Pseudomys australis J.E. Gray, 1832).
- Eekmys: „W 1980 roku spędziłem trochę czasu z miejscowymi zachodnioaustralijskimi Aborygenami z plemienia Noongar, z pasa pszenicy Australii Zachodniej. Kiedy kobiety widzą ten gatunek, wykrzykują słowo «eek!» Stąd nazwa «Eekmys»”[7]; gr. μυς mus, μυός muos „mysz”. Gatunek typowy (oryginalne oznaczenie): Pseudomys (Gyomys) occidentalis Tate, 1951.
- Farkmys (oryginalne oznaczenie): „Domniemany gatunek P. oralis był uważany za rzadki, więc kiedy zaciągnąłem Aborygenów Birpai do pomocy w znalezieniu tego taksonu w pobliżu rzeki Hastings w Nowej Południowej Walii zimą 2019 roku, myśliwy krzyknął «fark», kiedy chwycił jednego, a ten go ugryzł. Stąd wywodząca się nazwa «Farkmys»”[7]; gr. μυς mus, μυός muos ‘mysz’. Gatunek typowy: Pseudomys australis oralis O. Thomas, 1921.
- Ohmys: „Podczas polowania na gryzonia z tego rodzaju w Grampian Ranges w Zachodniej Wiktorii, pod koniec 2014 roku członek aborygeńskiego plemienia Jardwadjali krzyknął «Och», gdy prawie nadepnął na jednego z nich. Stąd nazwa «Ohmys»”[7]; gr. μυς mus, μυός muos ‘mysz’. Gatunek typowy (oryginalne oznaczenie): Mus albocinereus Gould, 1845.
- Oimys: „W 1996 roku zaangażowałem Aborygena z plemienia Bunganditj, aby pomógł mi zlokalizować gatunek z tego podrodzaju na wrzosowiskach na dalekiej południowo-zachodniej Wiktorii. Nie udało nam się znaleźć żadnego. Jednak powiedziano mi, że kiedy zobaczą te gryzonie, krzyczą «oi», aby zaalarmować swoich przyjaciół. Stąd nazwa podrodzaju «Oimys»”[7]; gr. μυς mus, μυός muos ‘mysz’. Gatunek typowy: Mus shortridgei O. Thomas, 1907.
- Ouchmys: „Kiedy w Pilbara w Zachodniej Australii w 1980 roku, szukając zdradnicy Acanthophis wellsi Hoser, 1998, boleśnie uderzyłem się palcem w stos kamieni na skraju nory P. chapmani Kitchener, 1980, i krzyknąłem «Ouch». Stąd nazwa «Ouchmys»”[7]; gr. μυς mus, μυός muos ‘mysz’. Gatunek typowy (oryginalne oznaczenie): Pseudomys chapmani Kitchener, 1980.

### Podział systematyczny
Pseudomysz należy do australijskich „starych endemitów”; najstarsze szczątki zwierząt z tego rodzaju (P. vandyki) zidentyfikowano w osadach późnego pliocenu. Należą do niego różnorodne gatunki; analizy morfologiczne, anatomiczne i biochemiczne nie pozwoliły jednoznacznie ustalić związków filogenetycznych pomiędzy nimi. Badania molekularne wskazują, że może być to takson parafiletyczny, nieobejmujący przedstawicieli rodzajów zajączkoszczurek (Mastacomys) i skakuszka (Notomys) wywodzących się od wspólnego przodka. Szczątki subfosylne wskazują, że co najmniej dwa gatunki przynależne do tego rodzaju nie zostały jeszcze opisane. Badania opublikowane w 2021 roku dowiodły, że osobniki zaklasyfikowane do wymarłego gatunku Pseudomys gouldii są genetycznie nieodróżnialne od żyjących P. fieldi; prowadzi to do wniosku, że gatunek ten w rzeczywistości nie wymarł, a nazwa Pseudomys fieldi jest młodszym synonimem P. gouldii.
Do rodzaju należą następujące gatunki (występujące współcześnie i wymarłe po 1500 roku):
| Grafika | Gatunek                     | Autor i rok opisu               | Nazwa zwyczajowa         | Podgatunki                     | Rozmieszczenie geograficzne | Podstawowe wymiary                                | Status IUCN |
| ------- | --------------------------- | ------------------------------- | ------------------------ | ------------------------------ | --- | ------------------------------------------------- | ----------- |
|         | Pseudomys bolami            | Troughton, 1932                 | pseudomysz akacjowa      | gatunek monotypowy             | Australia (południowa Australia Zachodnia, Australia Południowa i skrajnie środkowo-zachodnia Nowa Południowa Walia) | DC: 5–8 cm DO: 7,1–10,3 cm MC: 9–16 g             | LC          |
|         | Pseudomys delicatulus       | (Gould, 1842)                   | pseudomysz delikatna     | gatunek monotypowy             | monsunowa północno-zachodnia i północno-środkowa Australia oraz okoliczne wyspy. | DC: 5,5–7,5 cm DO: 5,5–8 cm MC: 6–15 g            | LC          |
|         | Pseudomys mimulus           | (O. Thomas, 1926)               |                          | gatunek monotypowy             | północno-wschodnia i środkowo-wschodnia Australia oraz okoliczne wyspy; zgłaszany również z równin Trans Fly w południowej Nowej Gwinei                                                                                              | brak danych                                       | NE          |
|         | Pseudomys novaehollandiae   | (Waterhouse, 1843)              | pseudomysz malutka       | gatunek monotypowy             | Australia (wybrzeża w południowo-wschodnim Queenslandzie, południowo-wschodniej Wiktorii i Tasmanii oraz Wyspa Flindersa i Three Hummock Island)                                                                                     | DC: 6,5–9,5 cm DO: 8,1–11 cm MC: 12–25 g          | VU          |
|         | Pseudomys pilbarensis       | Roycroft, Breed & F. Ford, 2024 |                          | gatunek monotypowy             | Australia (Pilbara, Wielka Pustynia Piaszczysta, Wiktoria i południowo-wschodnie Kimberley) | DC: do 6 cm DO: do 6,8 cm MC: 6–10 g              | NE          |
|         | Pseudomys hermannsburgensis | (Waite, 1896)                   | pseudomysz piaskowa      | gatunek monotypowy             | zachodnia, środkowa i środkowo-wschodnia kontynentalna Australia wraz z niektórymi wyspami na morzu (wyspa Dirk Hartog, Rosemary Island, Dixon Island i Hope Island)                                                                 | DC: 6,5–8,5 cm DO: 7–9 cm MC: 8–15 g              | LC          |
|         | Pseudomys higginsi          | (Trouessart, 1897)              | pseudomysz tasmańska     | gatunek monotypowy             | Australia (Tasmania i Wyspa Bruny) | DC: 11,5–15 cm DO: 14,5–20 cm MC: 50–90 g         | LC          |
|         | Pseudomys australis         | J.E. Gray, 1832                 | pseudomysz wschodnia     | gatunek monotypowy             | Australia (dolina jeziora Eyre, od obszarów zalewowych rzeki Finke (południowo-wschodnie Terytorium Północne do Pernatty Station (Australia Południowa))                                                                             | DC: 9–14,5 cm DO: 8,5–12,5 cm MC: 30–65 g         | VU          |
|         | Pseudomys auritus           | O. Thomas, 1910                 |                          | gatunek monotypowy             | Australia (znany z obszarów od Coorong w południowo-wschodniej Australii Południowej po bazaltowe równiny południowo-zachodniej Wiktorii (w tym Wyspa Kangura))                                                                      | DC: 14,5–17,2 cm DO: 11,2–12,1 cm MC: brak danych | EX          |
|         | Pseudomys gouldii           | (Waterhouse, 1839)              | pseudomysz wydmowa       | 2 podgatunki (w tym 1 wymarły) | Australia (wyspy Zatoki Rekina (Bernier Island i Faure Island); introdukowany na North West Island, Wyspy Montebello i Doole Island (Australia Zachodnia))                                                                           | DC: 8,5–11,5 cm DO: 11,5–12,5 cm MC: 30–61 g      | VU          |
|         | Pseudomys albocinereus      | (Gould, 1845)                   | pseudomysz popielata     | [2 podgatunki                  | Australia (obszary bogate w Scrub w zachodniej i południowej Australii Zachodniej, wyspy Zatoki Rekina (Bernier Island, Dorre Island i Dirk Hartog)                                                                                  | DC: 6,3–11 cm DO: 8,5–11,5 cm MC: 14–40 g         | LC          |
|         | Pseudomys apodemoides       | Finlayson, 1932                 | pseudomysz jedwabista    | gatunek monotypowy             | Australia (południowo-wschodnia Australia Południowa i zachodnia Wiktoria) | DC: 6,5–9,5 cm DO: 9–11,5 cm MC: 16–22 g          | LC          |
|         | Pseudomys glaucus           | O. Thomas, 1910                 | pseudomysz niebieskawa   | gatunek monotypowy             | Australia (znany z południowo-wschodniego Queenslandu i północnej Nowej Południowej Walii (Cryon)) | DC: do 9,5 cm DO: do 10 cm MC: 25–30 g            | EX          |
|         | Pseudomys fumeus            | Brazenor, 1934                  | pseudomysz okopcona      | gatunek monotypowy             | w rozproszonych populacjach w południowo-wschodniej kontynentalnej Australii | DC: 8,5–12,5 cm DO: 11–15,5 cm MC: 45–90 g        | VU          |
|         | Pseudomys desertor          | Troughton, 1932                 | pseudomysz pustynna      | gatunek monotypowy             | środkowa część strefay suchej i półsuchej w tropikalnej północnej i środkowej kontynentalnej Australii | DC: 7–11 cm DO: 8–10,3 cm MC: 11–35 g             | LC          |
|         | Pseudomys shortridgei       | (O. Thomas, 1907)               | pseudomysz wrzosowiskowa | gatunek monotypowy             | Australia (południowo-zachodnia Australia Zachodnia (Wheatbelt), południowo-zachodnia Wiktoria na południe do południowe-wschodniej końcówki Australii Południowej                                                                   | DC: 9–12 cm DO: 8,5–10 cm MC: 56–90 g             | NT          |
|         | Pseudomys oralis            | O. Thomas, 1921                 | pseudomysz leśna         | gatunek monotypowy             | Australia (południowo-wschodni Queensland i północno-wschodnia Nowa Południowa Walia) | DC: 12–16 cm DO: 11–15 cm MC: 80–100 g            | VU          |
|         | Pseudomys gracilicaudatus   | (Gould, 1845)                   | pseudomysz cienkoogonowa | gatunek monotypowy             | Australia (wschodnie wybrzeże od północno-wschodniego Queenslandu na południwe do wschodnio-środkowej Nowej Południowej Walii, rozłączona populacja w Zatoce Jervis (południowo-wschodnia Nowa Południowa Walia)                     | DC: 9–14,5 cm DO: 7–12 cm MC: 45–118 g            | LC          |
|         | Pseudomys nanus             | (Gould, 1858)                   | pseudomysz kasztanowa    | [2 podgatunki                  | północna część kontynentalnej Australii, wraz z niektórymi wyspami w Australii Zachodniej (Wyspa Barrowa, Sholl Island i Potter Island) i Terytorium Północnego (Wyspa Melville’a i Wyspa Bathursta i wyspy Sir Edward Pellew Group) | DC: 7,1–13 cm DO: 7,5–12,1 cm MC: 17–56 g         | LC          |
|         | Pseudomys calabyi           | Kitchener & Humphreys, 1987     | pseudomysz północna      | gatunek monotypowy             | Australia (monsunowa, tropikalna część północnego Terytorium Północnego, prawie wszystkie zapisy z Parków Narodowych Kakadu i Litchfield)                                                                                            | DC: 6,8–9,5 cm DO: 6,4–9,4 cm MC: 12–20 g         | VU          |
|         | Pseudomys johnsoni          | Kitchener, 1985                 | pseudomysz forteczna     | gatunek monotypowy             | Australia (monsunowa, kontynentalna część przez półpustynne obszary środkowego Terytorium Północnego do północno-zachodniego Queenslandu)                                                                                            | DC: 5,8–7,6 cm DO: 6,3–9,5 cm MC: 7–20 g          | LC          |
|         | Pseudomys patrius           | (O. Thomas & Dollman, 1909)     | pseudomysz rodzinna      | gatunek monotypowy             | Australia (wschoidni Queensland (od Palumy i Charters Towers na południe do Springsure i Gympie | DC: 5,4–7,7 cm DO: 5,5–8,5 cm MC: 10–19 g         | LC          |
|         | Pseudomys chapmani          | Kitchener, 1980                 | pseudomysz kamienista    | gatunek monotypowy             | Australia (zachodnia i środkowa część Pilbary (Australia Zachodnia)) | DC: 5,2–6,7 cm DO: 7,3–7,9 cm MC: 10–15 g         | LC          |
|         | Pseudomys occidentalis      | Tate, 1951                      | pseudomysz zachodnia     | gatunek monotypowy             | Australia (południowy Wheatbelt i przybrzeżne obszary południowo-zachodniej Australii Zachodniej) | DC: 8,5–11 cm DO: 12–14 cm MC: 33–55 g            | NT          |

Kategorie IUCN:  LC  – gatunek najmniejszej troski,  NT  – gatunek bliski zagrożenia,  VU  – gatunek narażony,  EX  – gatunek wymarły;  NE  – gatunki niepoddane jeszcze ocenie.
Opisano również gatunek wymarły z pliocenu stanu Queensland w Australii:
- Pseudomys vandycki Godthelp, 1989